# Erodius hebraicus
Erodius hebraicus – gatunek chrząszcza z rodziny czarnuchowatych i podrodziny Pimeliinae.

## Taksonomia
Gatunek ten został opisany po raz pierwszy w 1997 roku przez Martina Lilliga na podstawie 20 okazów znalezionych w zbiorach muzealnych.

## Morfologia
Chrząszcz ten osiąga od 6,3 do 7,4 mm długości i od 3,9 do 5,3 mm szerokości ciała, które ma kształt krótko-owalny, silnie wysklepiony, a ubarwione jest błyszcząco czarno. Warga górna jasna do ciemnobrązowej. Obie pary głaszczków ciemnobrązowe. Nadustek poprzecznie pomarszczony z kilkoma rejonami bez urzeźbienia, słabo wciśnięty pośrodku. Czoło i ciemię bez punktacji, granulowane (czoło gęściej). Czułki ciemnobrązowe lub czarne, sięgające nieco za tylną krawędź przedplecza. Przedplecze równomiernie podłużnie sklepione, gładkie z płytkimi punktami tylko przy bocznych krawędziach i w tylnych kątach. Boki równomiernie zaokrąglone. Przednia krawędź zaokrąglona w głęboki łuk. Płat środkowy wysunięty ku tyłowi tak daleko jak boczne krawędzie. Pokrywy silnie sklepione o żyłkach bardziej błyszczących niż granulowane przestrzenie między nimi. Zewnętrzny brzeg gładkiej epipleury równomiernie i gładko zaokrąglony w przednich ⅔, a odgięty na zewnątrz wierzchołkowo. Paramery edeagusa spiczaste, krótsze od fallobazy.

## Występowanie
Gatunek wykazany został z północno-zachodniego Negev w Izraelu oraz północnego Synaju w Egipcie.